# یک کوارتت دیرهنگام
یک کوارتت دیرهنگام (به انگلیسی: A Late Quartet) که در استرالیا با عنوان اجرا منتشر شد، فیلمی محصول سال ۲۰۱۲ و به کارگردانی یارون زیبرمن است. در این فیلم بازیگرانی همچون فیلیپ سیمور هافمن، کاترین کینر، کریستوفر واکن، مارک ایوانیر، ایموجن پوتس، آنه سوفی فن اوتر، مدهور جعفری، لیراز چرخی و والاس شاون ایفای نقش کرده‌اند.
کوارتت در موسیقی به معنای یک گروه اجرایی برای چهار خواننده یا اجرای سازی یا یک آهنگسازی برای چهار صدا و چهار ساز است.